# Psychotria fuscescens
Psychotria fuscescens är en måreväxtart som beskrevs av William Grant Craib. Psychotria fuscescens ingår i släktet Psychotria och familjen måreväxter. Inga underarter finns listade i Catalogue of Life.